# BMW N57

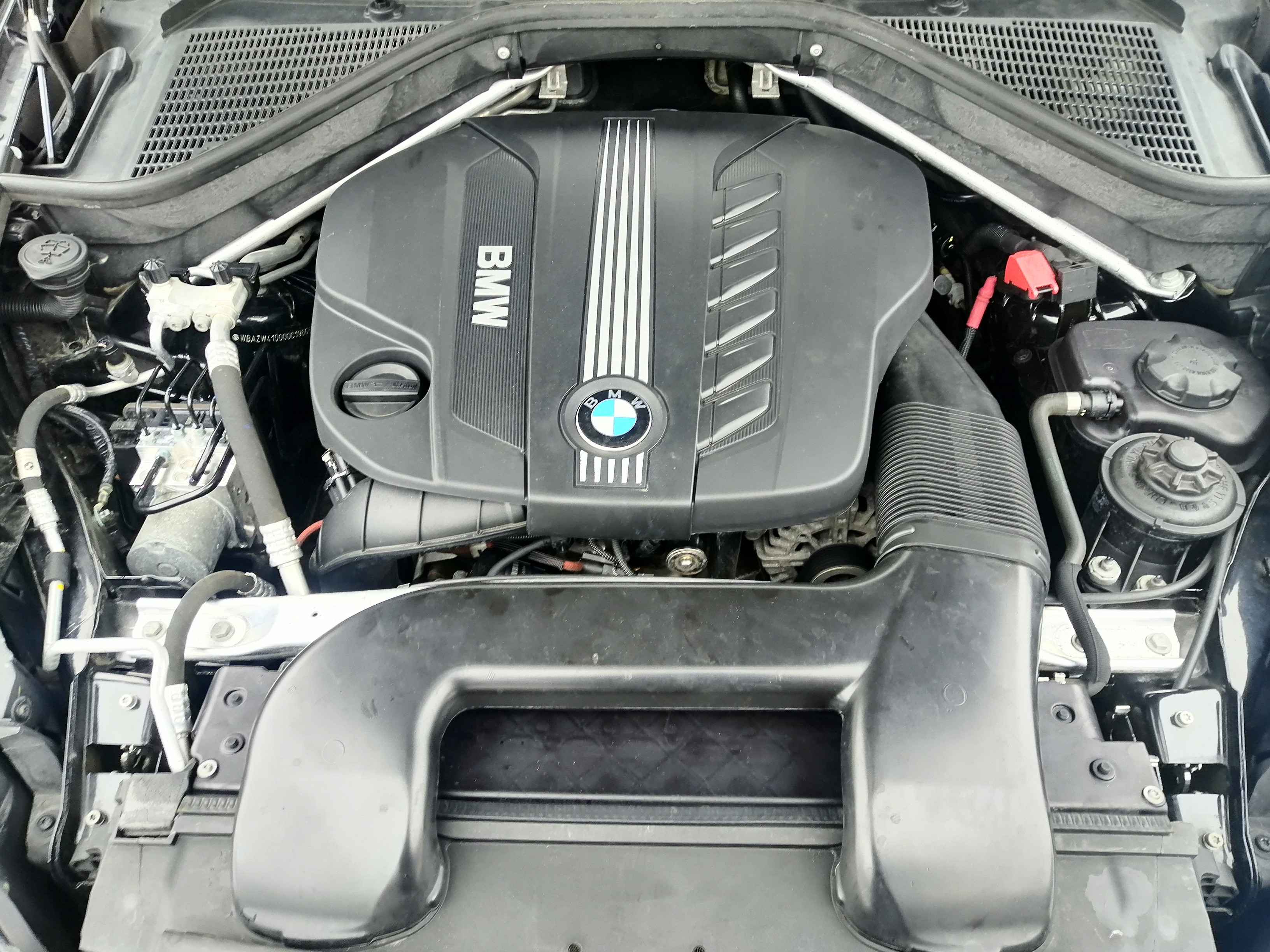
Silnik wysokoprężny BMW N57 w BMW X5 E70

BMW N57 - 6-cylindrowy silnik wysokoprężny produkowany przez BMW. Jest wyposażony w całkowicie nową głowicę z aluminium, pionowo umieszczone zawory, ceramiczne świece żarowe, turbinę o zmiennej geometrii oraz nowy układ Common Rail 3. Występuje w dwóch wersjach o różnym ciśnieniu wtrysku: 1800 bar oraz 2000 bar.

## N57 - N57D30A (5' GT F07530d,7' F01/F02730d 730Ld)
| Liczba cylindrów           | 6                                  |
| Średnica cylindrów         | 84 mm                              |
| Skok tłoka                 | 90 mm                              |
| Pojemność                  | 2993 cm3                           |
| Stopień sprężania          | 16,5:1                             |
| Moc maksymalna             | 180 kW (245 KM) przy 4000 obr./min |
| Obroty maksymalne          |                                    |
| Maksymalny moment obrotowy | 540 Nm przy 1750-3000 obr./min     |

## N57N - N57D30B (7' F01/F02740d)
| Liczba cylindrów           | 6                                  |
| Średnica cylindrów         | 84 mm                              |
| Skok tłoka                 | 90 mm                              |
| Pojemność                  | 2993 cm3                           |
| Stopień sprężania          | 16,5:1                             |
| Moc maksymalna             | 225 kW (306 KM) przy 4400 obr./min |
| Obroty maksymalne          |                                    |
| Maksymalny moment obrotowy | 600 Nm przy 1500-2500 obr./min     |